# Yoshihito Miyazaki
Yoshihito Miyazaki (japanisch 宮﨑 義仁 Miyazaki Yoshihito; * 8. April 1959 in Nagasaki) ist ein japanischer Tischtennisspieler und -trainer. Er nahm an den Olympischen Spielen 1988 teil.

## Werdegang
Ende 1985 wurde Yoshihito Miyazaki in der Weltrangliste auf Platz 15 geführt. Bei den Asienspielen 1986 gewann er Bronze im Einzel und mit der japanischen Mannschaft.
Er trat bei den Olympischen Spielen 1988 im Einzel- und Doppelwettbewerb an. Im Einzel gewann er in der Vorgruppe D vier Spiele und verlor drei. Damit verpasste er den Einzug in die Hauptrunde und landete auf Platz 25. Das gleiche Ergebnis, vier Siege und drei Niederlagen, erzielte das Doppel mit Seiji Ono in der Vorgruppe A. Auch das reichte nicht zum Einzug in die Hauptrunde, die Folge war Platz neun.
Im Jahre 2001 wurde Yoshihito Miyazaki Cheftrainer der japanischen Nationalmannschaft. Um 2018 war er Geschäftsführer (Executive Director) des japanischen Tischtennisverbandes.

## Spielergebnisse
- Olympische Spiele 1988 Einzel[3]
  - Siege: Atanda Musa (Nigeria), Gary Haberl (Australien), Sujay Ghorpade (Indien), Francisco López (Venezuela)
  - Niederlagen: Andrzej Grubba (Polen), Zoran Primorac (Jugoslawien), Jörg Roßkopf (Bundesrepublik Deutschland)
- Olympische Spiele 1988 Doppel mit Seiji Ono[4]
  - Siege: Sujay Ghorpade/Kamlesh Mehta (Indien), Chan Chi Ming/Liu Fuk Man (Hongkong), Sofiane Ben Letaief/Mourad Sta (Tunesien), Alan Cooke/Carl Prean (Großbritannien)
  - Niederlagen: Chen Longcan/Qingguang Wei (China), Erik Lindh/Jörgen Persson (Schweden), Tibor Klampár/Zsolt Kriston (Ungarn)